# Woman to Woman
 Woman to Woman és una adaptació cinematogràfica de l'obra teatral homònima de Michael Morton. Existeixen altres pel·lícules amb idèntic títol. No es conserva cap còpia coneguda d'aquesta pel·lícula que es dona per perduda. S'han conservat les fotos fixes del rodatge i la publicitat. L'Agost de 2010, la pel·lícula va desaparèixer del BFI Nacional Archive, i és llistat com una de les 75 més buscades del BFI de les pel·lícules perdudes del British Film Institute.
L'estrella americana Betty Compson va guanyar l'astronòmica xifra de 1000 dòlars per setmana.
Hitchcock va conèixer la seva futura dona, Alma Reville, mentre treballava en aquesta pel·lícula.

## Argument
Un militar anglès de permís a París té una aventura amb una corista francesa de qui està enamorat. Acabat el permís torna al front, on és greument ferit. Com a conseqüència, perd la memòria i oblida per complet la corista. Acabada la guerra, torna a Anglaterra i es casa amb una dama de l'alta societat. Tot va bé però la corista reapareix en la seva vida amb un presumpte fill d'ambdós.

## Repartiment
- Betty Compson: Louise Boucher / Deloryse
- Clive Brook: David Compton / David Anson-Pond
- Josephine Earle: Mrs. Anson-Pond
- Marie Ault: Henrietta
- Myrtle Peter: Davy
- A. Harding Steerman: Doctor
- Tom Coventry
- Aubrey Fitzgerald
- Donald Searle
- Madge Tree
- George Turner
- Henry Vibart
- Victor McLaglen: Nubian Slave (no surt als crèdits)